# Cladocephalus
Cladocephalus, rod zelenih algi iz porodice Dichotomosiphonaceae. Tri su priznate vrste u tropskim vodama zapadnog Atlantika i Indijskog oceana.
Uobičajene su po lagunama mangrova i drugim plićacima.

## Vrste
1. Cladocephalus excentricus A.Gepp & E.Gepp
2. Cladocephalus luteofuscus (P.Crouan & H.Crouan) Børgesen
3. Cladocephalus scoparius M.Howe